# Musca freedmani
Musca freedmani är en tvåvingeart som beskrevs av Paterson 1957. Musca freedmani ingår i släktet Musca och familjen husflugor. Inga underarter finns listade i Catalogue of Life.